# Suurisuo-Sepänsuo-Paanasenneva-Teerineva
Suurisuo-Sepänsuo-Paanasenneva-Teerineva este o arie protejată (arie specială de conservare — SAC, sit de importanță comunitară — SCI, arie de protecție specială avifaunistică — SPA) din Finlanda întinsă pe o suprafață de 844 ha, integral pe uscat.

## Localizare
Centrul sitului Suurisuo-Sepänsuo-Paanasenneva-Teerineva este situat la coordonatele 63°30′03″N 25°29′49″E / 63.5008°N 25.4969°E.

## Înființare
Situl Suurisuo-Sepänsuo-Paanasenneva-Teerineva a fost declarat sit de importanță comunitară în august 1998 pentru a proteja 2 specii de plante și 13 specii de animale. Alte tipuri de protecție:
- arie de protecție specială avifaunistică (în august 1998)[2]
- arie specială de conservare (în aprilie 2015)[1][3][4]

## Biodiversitate
Situată în ecoregiunea boreală, aria protejată conține 9 habitate naturale: Lacuri și iazuri distrofice naturale, Cursuri de apă de la nivel de câmpie la nivel montan, cu vegetație Ranunculion fluitantis și Callitricho-Batrachion, Mlaștini turboase de tranziție și turbării mișcătoare, Taiga vestică, Izvoare fino-scandinave și mlaștini produse de izvoare bogate în minerale, Păduri de conifere pe eskere fluvioglaciare sau legate la acestea, Mlaștini alcaline, Mlaștini împădurite, Turbării Aapa.
La baza desemnării sitului se află mai multe specii protejate:
- plante (2): Herzogiella turfacea, Meesia longiseta
- păsări (13): ciuf de câmp (Asio flammeus), cocoșul de mesteacăn (Bonasa bonasia), erete vânăt (Circus cyaneus), lebădă de iarnă (Cygnus cygnus), ciocănitoare neagră (Dryocopus martius), Emberiza rustica, cocor (Grus grus), Lyrurus tetrix tetrix, codobatura galbenă (Motacilla flava), ploier auriu (Pluvialis apricaria), huhurezul mic (Strix uralensis),  cocoș de munte (Tetrao urogallus), fluierar de mlaștină (Tringa glareola)

Pe lângă speciile protejate, pe teritoriul sitului au mai fost identificate 12 specii de plante, 2 specii de păsări, 1 specie de mamifere, 1 specie de nevertebrate.